# أندرو هوغ
أندرو هوغ (بالإنجليزية: Andrew Hogg)‏ (2 مارس 1985 المملكة المتحدة - ) هو لاعب كرة قدم مالطي، يلعب كحارس مرمى.

## مسيرته الكروية
لعب أندرو هوغ خلال مسيرته الاحترافية مع 7 أندية في عشرون موسمًا ولم يسجل خلالها أي هدف ضمن 370 مباراة. حيث فاز في موسم واحد بالكأس وفي أربعة مواسم بالدوري.
خاض أندرو هوغ مسيرته مع Pietà Hotspurs F.C. ‏ في موسم 2001–02 في المرة الأولى ولمدة موسمين ثم في موسم 2004–05 واستمر معه طيلة ثلاثة مواسم، مشاركًا طوالها في 63 مباراة ولم يسجل أي هدف. ثم انتقل إلى نادي باري في موسم 2003–04 لمدة موسم واحد، حيث لم يشارك في أي مباراة ولم يسجل أي هدف أيضًا. لينتقل بعدها إلى نادي فاليتا في موسم 2007–08 ليلعب معه خمسة مواسم، مشاركًا في 130 مباراة ولم يسجل أي هدف أيضًا. ثم انتقل إلى إينوسيس نيون باراليمني ‏ في موسم 2012–13 لمدة موسم واحد، مشاركًا في 24 مباراة ولم يسجل أي هدف أيضًا. هذا وانتقل لاحقًا إلى النادي الرياضي بكالوني في موسم 2013–14 واستمر معه طيلة ثلاثة مواسم، مشاركًا في 57 مباراة ولم يسجل أي هدف أيضًا. ثم انتقل بعدها إلى نادي هيبرنيانز في موسم 2016–17 واستمر معه طيلة ثلاثة مواسم، مشاركًا في 71 مباراة ولم يسجل أي هدف أيضًا. ليعود وينتقل من جديد، لكن هذه المرة إلى نادي بيركيركارا في موسم 2018–19 ولمدة موسمين، مشاركًا في 25 مباراة ولم يسجل أي هدف أيضًا.

## روابط خارجية
- أندرو هوغ على موقع الاتحاد الأوربي (الإنجليزية)
- أندرو هوغ على موقع قاعدة بيانات كرة القدم.إي يو (الإنجليزية)
- أندرو هوغ على موقع ناشيونال فوتبول تيمز (الإنجليزية)
- أندرو هوغ على موقع Soccerway.com (الإنجليزية)